# Drottninggatan, Örebro

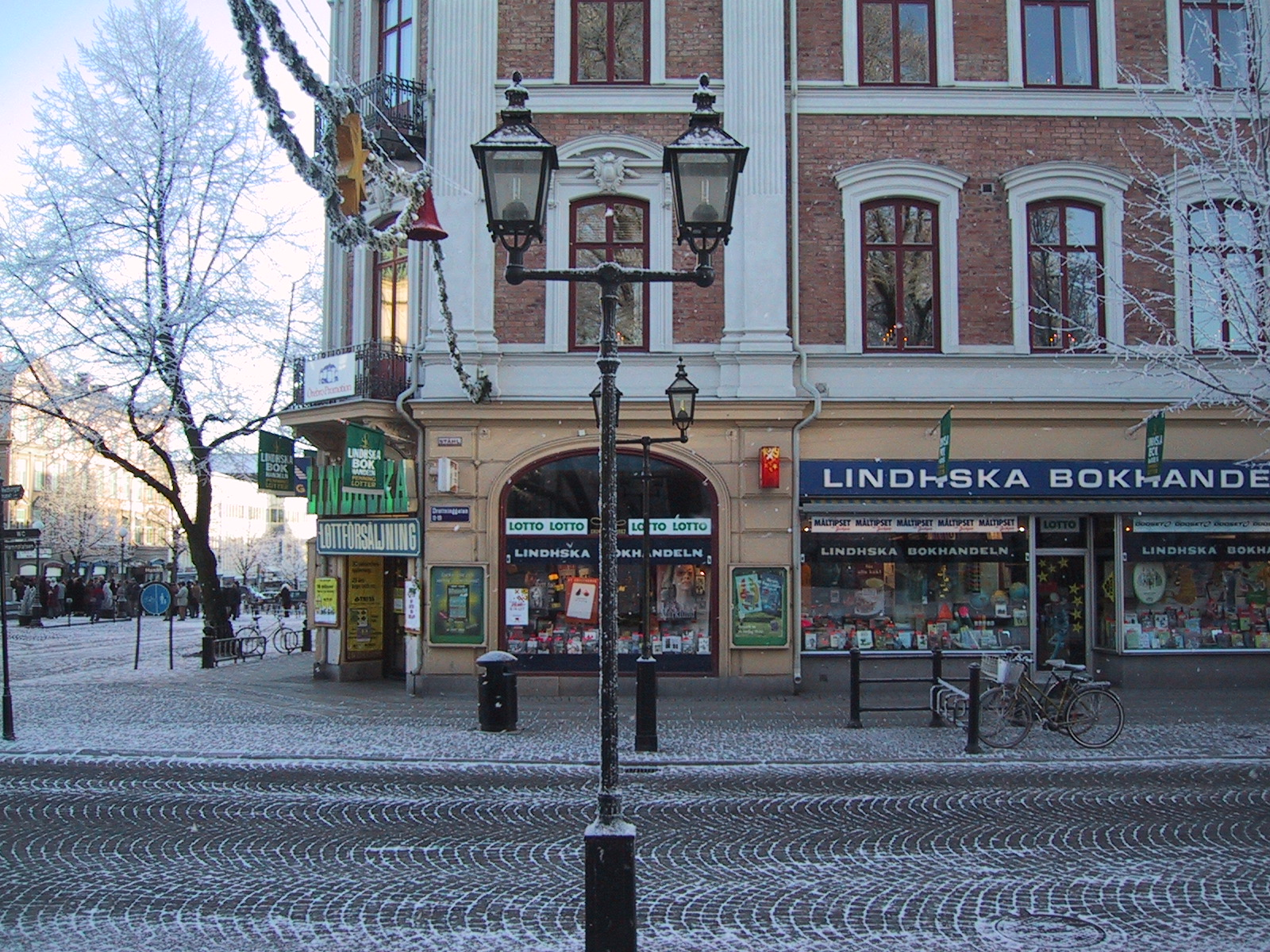
Lindhska Bokhandeln på hörnet av Drottninggatan-Stortorget.

Drottninggatan i Örebro går genom Centrum i nord-sydlig riktning. Gatan har fått sitt namn av Drottning Kristina, som var drottning när 1654 års stadsplan fastställdes, och gatan rätades . Drottninggatan börjar vid Storbron, vid Svartån. Den utgör en fortsättning av Storgatan. Drottninggatan slutar vid Södra allén, där en gång- och cykelbana fortsätter söderut.

## Historik
Stråket Drottninggatan - Storgatan är den äldsta gatan i Örebro. Den ligger på den rullstensås där den gamla landsvägen gick mellan södra och norra Svealand. Där Svartån bröt igenom åsen bildades ett gynnsamt vadställe. Där ligger Storbron idag.
Drottninggatan kallades förr Gatun, och hade fram till 1654 en annan och krokigare sträckning. Det året beslutade Drottning Kristina om en ny stadsplan, varvid Gatun skulle rätas, backarna skulle jämnas ut, och kvarteren skulle göras mera fyrkantiga. Fortfarande finns spår av Örebros gamla gata i Näbbtorgsgatan på Söder, liksom Gamla Gatan vid Järntorget, och Olaus Petri kyrkogata och Lillågatan på Norr .
Gatan var tidigare den huvudsakliga genomfartsleden genom Örebro, men i samband med Högertrafikomläggningen 1967 iordningställdes Södra Infartsleden. Genomfartstrafiken leddes därefter en annan väg genom staden. Då stängdes Drottninggatan vid Södra allén.
Idag är Drottninggatan en utpräglad handelsgata med butiker längs stora delar av sträckningen. Den är avstängd för allmän biltrafik på sträckan Våghustorget - Storbron.

## Byggnader och torg utefter Drottninggatan
- Storbron
- Stora hotellet, Drottninggatan 1
- Fenixhuset
- Rådhuset
- Stortorget
- Nikolaikyrkan
- Våghustorget
- Krämaren, varuhus och bostadshus
- Näbbtorget
- Olof Palmes torg
- Örebro stadsbibliotek
- Medborgarhuset
- Södra Kyrkogården